# Rick Abao
Rick Abao (* 9. Februar 1939 in New Orleans; † 5. Oktober 2002 in Bad Bergzabern) war ein US-amerikanischer Jazzmusiker, Komponist und Entertainer.

## Leben
Seine Mutter Dolores war Amerikanerin, ihre Eltern stammten aus Irland und Frankreich. Sein Vater Tito Abao sen. war philippinischer Seemann und Koch. Zur Familie gehört der zwei Jahre ältere Bruder Tito Abao jun. Aufgewachsen in San Francisco, beendete er die Schule mit dem High-School-Abschluss. In San Francisco absolvierte er auch sein erstes Musikstudium. In Kalifornien erhielt Abao 1963 ein Stipendium für das Studium an der „Segovia-Schule“. Diese Schule gab es in verschiedenen Städten. An der Schule in Alicante studierte er in den folgenden vier Jahren klassische Gitarre. Sein persönlicher Lehrer war José Tomás. Andrés Segovia selbst besuchte alle seine Schüler, um den Überblick und die Kontrolle zu behalten. Zwischenzeitlich besuchte Abao auch die Schule in Madrid.
Ende der 1950er Jahre leistete Abao seinen Wehrdienst bei der US-Armee als Fallschirmjäger in Deutschland. 1967 kehrte Abao zurück nach Deutschland, um in Köln Freunde zu besuchen. Dort lebte er bis 1977. 1968 nahm er an den Internationalen Essener Songtagen teil, 1976 am ersten Hertener Weltmusikfestival „Folk im Schloßpark“. Später moderierte er diese jährliche Veranstaltung bis zu seinem Lebensende.
Von 1977 bis 1988 engagierte Abao sich in Essen für Jugendliche, in der Hauptsache für Jugendliche mit Migrationshintergrund. Im Jugendzentrum Essen gründete er eine Karambolagebillard-Jugendmannschaft, die er erfolgreich bis zum Jugendmeister führte. Abao spielte selber in einem Verein in Velbert.
Im Jahre 1979 heiratete Abao Ritva Först in Tønder, Dänemark. Sie hatten sich 1968 bei den Essener Songtagen kennengelernt und waren seit 1972 liiert. Ritva Abao ist in Helsinki, Finnland geboren. Sie ist heute heilpraktische Psychotherapeutin, Übersetzerin und Fachbuchautorin. Sie hat viele Jahre beim SWR Baden-Baden, damals noch SWF in der FS-Drama Abteilung als Assistentin gearbeitet. Ritva und Rick Abao haben keine gemeinsamen Kinder, Ritva hat eine Tochter aus erster Ehe.
1989 bis 2002 in Gernsbach widmete er sich neben der Musik seinen beiden Hobbys Billard und Schach. Er spielte Billard in einem Rastatter Verein und nahm an Landesmeisterschaften teil. Schach spielte er in einem „Prominentenspiel“ gegen Anatoli Karpow.
1996 erlitt Abao einen Schlaganfall mit rechtsseitiger Lähmung. Bereits ein halbes Jahr später moderierte er im Rollstuhl sitzend wieder das internationale Hertener Weltmusikfestival „Folk im Schloßpark“. Nach etwa eineinhalb Jahren konnte er nicht nur mit Hilfe eines Stockes wieder gehen, sondern auch wieder gut Gitarre spielen.
2002 fand das 26. Internationale Weltmusikfestival in Herten (Hertener Weltmusikfestival „Folk im Schloßpark“) statt, Abao war von Anfang an dabei und in 21 Jahren auch die Hauptattraktion des Festivals. Nach seinem Ableben fand das Festival nur noch einmal statt.

## Abaos Musik
Abaos Musik lässt sich nicht eindeutig festlegen. Darin vereint sind Folk, Blues, Jazz, klassische Gitarre, musikalische Parodien. Er war Musiker, Sänger, Komponist und Liedermacher. Er war in der Lage, schwierigste Gitarrenliteratur z. B. von Isaac Albéniz, Francisco Tárrega oder Manuel de Falla zu spielen. Damit verblüffte er auch oft sein Publikum auf Folkfestivals. Sein Repertoire beinhaltete aber auch schon das Beatboxing zu einer Zeit, zu der es das unter dieser Bezeichnung noch nicht gab. Rick Abao war zeit seines Lebens der Ansicht, dass die (Musik-)Kunst frei von jeglicher Eingrenzung, also auch von Kategorisierung sein müsse. Er lehnte es immer ab, „kategorisiert“ zu werden. Er hat viele eigene Lieder komponiert und diese zusammen mit seinem britischen Freund John McNicholas getextet. Abao hatte eine Vorliebe für die deutsche Sprache wie auch für alte deutsche Lieder.

## Zusammenarbeit mit anderen Musikern
An verschiedenen Projekten arbeitete Abao mit Musikern wie Thomas Hufschmidt, Fritz Krisse und Jan Reimer in der Gitarrenmusik, Mohammad Tahmasebi an der persischen Dombak. Zu den Schülern von Rick Abao gehören Peter Fessler, der von Abao 1971 im Alter von 12 Jahren entdeckt wurde. Abao bildete diesen Jungen, der später als hervorragender Jazzmusiker und Sänger bekannt wurde, von Grund auf aus. Fessler nennt Abao seinen „Musical Daddy“. Auch André Tolba begann 1985 ebenfalls im Alter von 12 Jahren bei Abao zu studieren.

## Diskographie

### Soloalben
- 1968: Hush (LP: Da Camera SM 95009)
- 1970: On Time (LP: Da Camera SM 95024, live recording, title on label: Rick Abao Life [sic!])
- 1974: I’ve Got It Now (LP: Songbird C 062-31 121)
- 1975: Himmelsreport (Bones, Bones, Bones) // Das fremde Lied (Si: Songbird C 062-31 134)
- 1978: Der Jäger aus Churpfalz (LP: Eulenspiegel EULP1014)
- 1982: Eine singende Welt ist eine glückliche Welt – Volkslieder Teil 1 (LP: Aurophon AU-11100)
- 1983: Der Jäger aus Churpfalz // Fragen im Wald (Maxi-Si: Extra 66 20 259)
- 1983: Rick Abao (LP: APM 1883)
- 198?: Leben auf der Autobahn // Vote for Me Today (Si: APM 3584)
- 1989: It’s Abao’ Time (LP: Merkton 19 / CD: Merkton MCD005)
- 1995: Der Struwwelpeter (CD)
- 1995: Memories of Moments (CD)
- 1998: Interpretationen von Rick Abao (CD)
- 2000: Der Techno-Jäger aus Churpfalz (CD)
- 2001: The Art Of Jazz S(w)inging (CD)
- 2006: Riding the Sun (CD)

### Mitwirkungen
- 1974 (etwa): Das Studiobrettl des Südwestfunks Baden-Baden (Sampler-LP/Geschenkplatte des SWF), als Rick Abao Trio
- 1976: Bob’s Stage – Jubilee 76 (Sampler-LP/Privatpressung: BS001)
- 1978: Die Leute von der Annostraße (Sampler-LP: Pläne D K 0099)
- 1978: Folktreff [19]77
- 1987: Spott-(High)-Lights (Sampler-LP: ZYX/Merkton)